# Basílica de San Clemente de Letrán
La basílica de San Clemente de Letrán es un complejo de edificios en Roma (Italia) centrados alrededor de una iglesia católica dedicada al papa Clemente I. El lugar es notable por ser un registro arqueológico de la historia religiosa, política y arquitectónica de Roma de principios de la era cristiana hasta la Edad Media.

## Historia
La antigua iglesia fue transformada a lo largo de los siglos desde una casa privada que era el sitio de veneración cristiana clandestina en el siglo I hasta una gran basílica pública en el siglo VI, reflejando la creciente legitimación y poder de emergente iglesia católica.

### Edificios romanos

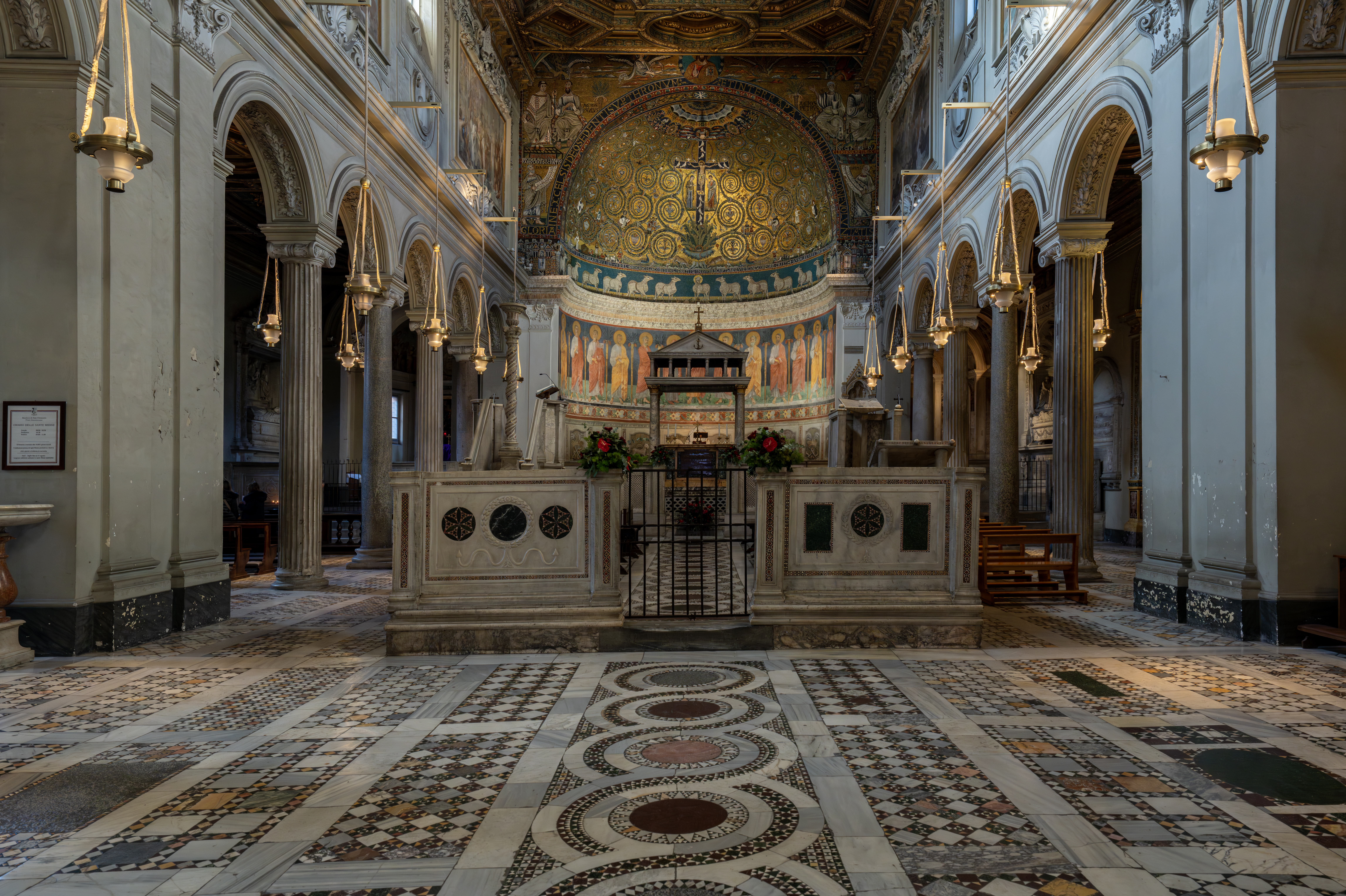

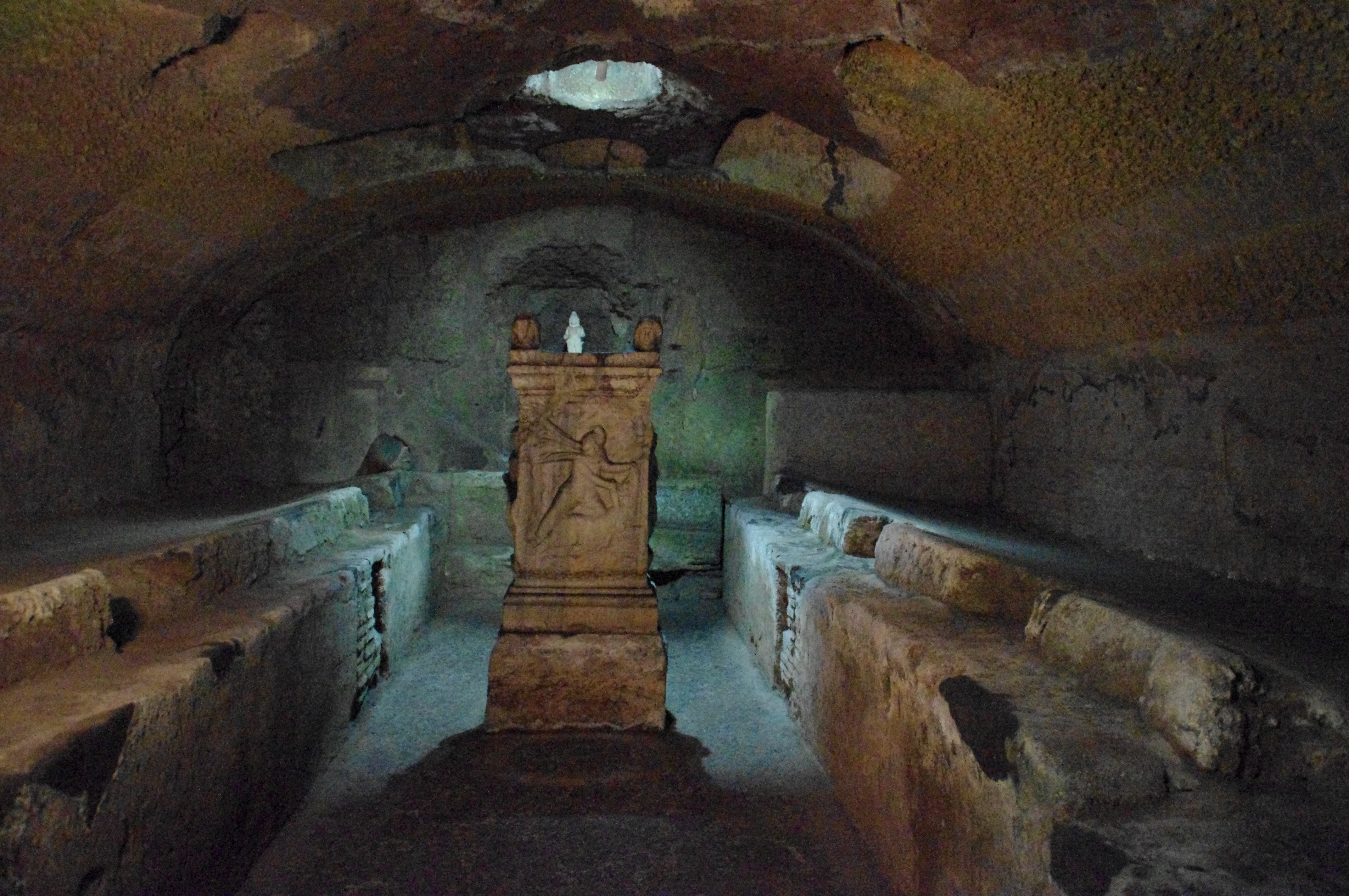
Altar de Mitra.

La casa fue en origen propiedad de un cónsul y mártir cristiano, Tito Flavio Clemente, que fue uno de los primeros senadores romanos en convertirse al Cristianismo. Permitió que su casa se usara como lugar de reunión secreto para sus compañeros cristianos, estando por entonces prohibida esa religión.
Hay evidencia de un culto pagano en el lugar. En el siglo II miembros de un culto mitraísta construyeron un pequeño templo dedicado a Mitra en una insula o complejo de apartamentos, en el lugar. Este templo, usado para rituales de iniciación, duró hasta alrededor de finales del siglo III.

### La primera basílica
Las excavaciones de los años 1860 revelaron la primera basílica olvidada que subyace a la medieval. A finales del siglo IV o principios del siglo V, después de que el cristianismo se convirtiera en la religión oficial de Roma, la pequeña iglesia sufrió una ampliación, adquiriendo la insula vecina y otros edificios cercanos; los arquitectos comenzaron a trabajar en el complejo de habitaciones y patios, construyendo una nave central sobre el lugar de la iglesia precedente, y un ábside sobre el anterior mitreo. La nueva iglesia estaba dedicada al papa Clemente I, un cristiano converso del siglo I y contemporáneo de Tito Flavio Clemente. Se emprendieron restauraciones en el siglo IX y hacia 1080-99.
Aparte de los de la Iglesia de Santa Maria Antiqua, la más amplia colección de pinturas murales de principios de la Edad Media son las que se encuentran en la basílica inferior de San Clemente. Durante los siglos siguientes, San Clemente se convirtió en un «beacon» para los artistas y escultores de iglesias, beneficiándose de la generosidad del Imperio bizantino. Actualmente, es una de las iglesias de Roma más ricamente decoradas.
El último gran acontecimiento ocurrido en la basílica inferior fue la elección en 1099 del cardenal Rainerius de San Clemente como papa Pascual II.

### La segunda basílica

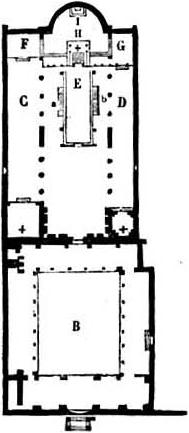
Planta de la Basílica.

La actual basílica fue reconstruida en una campaña por el cardenal Anastasius, h. 1099-h. 1120, después de que la iglesia original fuese quemada hasta los cimientos durante el saqueo normando de la ciudad con Roberto Guiscardo en 1084.
Los dominicos irlandeses se han hecho cargo de San Clemente desde 1667, cuando Inglaterra prohibió la iglesia católica irlandesa y expulsó a todo el clero. El papa Urbano VIII les dio refugio en San Clemente, donde han permanecido, llevando una residencia para sacerdotes estudiando y enseñando en Roma. Los propios dominicos llevaron a cabo las excavaciones de los años 1950 en colaboración con estudiantes de arqueología italianos.
Sobre una pared en el patio hay una placa fijada por el papa Clemente XI, que alaba a San Clemente, declarando, «Esta antigua iglesia ha soportado los estragos de siglos». Clemente emprendió restauraciones de la venerable estructura, que él encontró dilapidada. Seleccionó a Carlo Stefano Fontana, sobrino de Carlo Fontana como arquitecto, quien erigió una nueva fachada, completada en 1719. Los techos tallados y dorados de la nave central y los pasillos laterales, rellenados con pinturas, datan de esta época, así como los frescos.
En una capilla lateral hay un santuario con la tumba de San Cirilo de los Santos Cirilo y Metodio quienes crearon el alfabeto glagolítico y cristianizaron a los eslavos. El papa Juan Pablo II solía rezar aquí a veces por Polonia y los países eslavos . La capilla también alberga una Virgen de Sassoferrato.
El actual cardenal sacerdote del título de San Clemente es Arrigo Miglio, arzobispo emérito de Cagliari en  Italia. El papa Pascual II (1076-1099) fue uno de quienes previamente desempeñaron el titulus.